# ペドロ・アスナール
ペドロ・アスナール（Pedro Aznar、1959年7月23日 - ）は、アルゼンチン出身のミュージシャンで、歌手であるほかにベースやギター、サックス、複数のパーカッションを演奏するマルチプレイヤーである。
1970年代中頃から様々なロックバンドに参加し、1978年に結成したセル・ヒラン（英語: Serú Girán）は当時アルゼンチン国内で最も音楽的影響力のあるバンドの１つとして成功を収めた。
ソロ活動の中では、1986年のアルゼンチン映画『南東からきた男（スペイン語: Hombre mirando al sudeste）』他の映画音楽も多数手掛けている。
また、ギタリストのパット・メセニー率いるパット・メセニー・グループのメンバー（1983年–1985年、1989年-1992年）であった。

## ディスコグラフィ

### ソロ・アルバム
- Pedro Aznar (1982年)
- 『コンテンプラシオン』 - Contemplación (1985年)
- Tango (1986年) ※with チャーリー・ガルスィア
- Fotos de Tokyo (1986年)
- Radio Pinti (1991年) ※with チャーリー・ガルスィア & Enrique Pinti
- Tango 4 (1991年) ※with チャーリー・ガルスィア
- 『ダビデとゴリアテ』 - David y Goliath (1995年)
- 『肉体と魂』 - Cuerpo y alma (1998年)
- Caja de música (2000年) ※詩はホルヘ・ルイス・ボルヘス
- Huellas en la luz (2001年) ※映画サウンドトラック
- 『飛翔の途中』 - Parte de volar (2002年)
- Mudras. Canciones de a dos (2003年)
- A Roar Of Southern Clouds (2006年) ※コンピレーション
- Quebrado (2008年)
- Ahora (2012年)
- Contraluz (2016年)

### ライブ・アルバム
- 『ライヴ』 - En vivo (2002年)
- Aznar canta Brasil (2005年)
- Aznar - Lebón (2007年) ※with David Lebón
- Quebrado vivo (2009年)
- A solas con el mundo (2010年)
- Puentes Amarillos - Aznar celebra la música de Spinetta (2012年)
- Mil noches y un instante (2013年)

### サウンドトラック
- Hombre mirando al sudeste (1987年)
- Últimas imágenes del naufragio (1990年)
- El camino de los sueños (1993年)
- No te mueras sin decirme adónde vas (1995年)
- El mundo contra mí (1996年)
- Buenos Aires, 2067 (1997年)
- Cómplices (1998年)
- Indocumentados (2004年)
- Un buda (2005年)
- El Amor En Los Tiempos Del Cólera (2007年)

### Alas
- Pinta tu aldea (1983年) ※1977年録音

### Billy Bond and the Jets
- Billy Bond and the Jets (1978年)

### セル・ヒラン
- Serú Girán (1978年)
- La grasa de las capitales (1979年)
- Bicicleta (1980年)
- Peperina (1981年)
- No llores por mí, Argentina (1982年)
- Serú '92 (1992年)
- En vivo (1993年)
- Yo no quiero volverme tan loco ※1981年録音

### パット・メセニー・グループ
- 『ファースト・サークル』 - First Circle (1984年)
- 『コードネームはファルコン』 - The Falcon And The Snowman (1985年) ※映画サウンドトラック
- 『レター・フロム・ホーム』 - Letter From Home (1989年)
- 『ザ・ロード・トゥ・ユー』 - The Road To You (1993年)